# 伊尔甘地集市桥
伊尔甘地集市桥 (土耳其語：Irgandı Köprüsü）是土耳其布尔萨的一座历史桥梁，位于尼吕弗河（Nilüfer）的支流 Gökdere 河上，40°10′56″N 29°04′19″E / 40.18222°N 29.07194°E，位于大布尔萨的两个区： Osmangazi （西北）和 Yıldırım （东南）之间。

## 历史
这座桥修建于1442年，奥斯曼帝国穆拉德二世在位期间，由一位名叫穆斯利希丁的富商建造。它的建筑师可能是 Timurtaş。 在1855年布尔萨地震期间，这座桥部分损坏。土耳其独立战争期间，布尔萨被希腊占领。1922年，撤退的希腊军队炸毁桥梁。1949年，这座桥由市政府重建，稍作修改。2004年后，这座桥又进行一次修复，然后通车。

## 细节
该桥为单拱桥。拱跨度为16米，宽度为11米。这是一座罕见的廊桥，桥上辟为集市。当地人错误地声称它是世界上仅有的四座有商店的桥之一。 其他有商店的桥还有意大利佛罗伦萨老桥和威尼斯里阿尔托桥；保加利亚洛维奇的廊桥；英国巴斯的普尔特尼桥、林肯的高桥和弗罗姆桥；以及德国愛爾福特的克雷默桥。在原始设计中，桥上有三十家商店。在奥斯曼帝国时代，这座桥还用来检查布尔萨两个街区之间的交通，夜间关闭。